# Glashüttensiedlung (Arnsdorf)

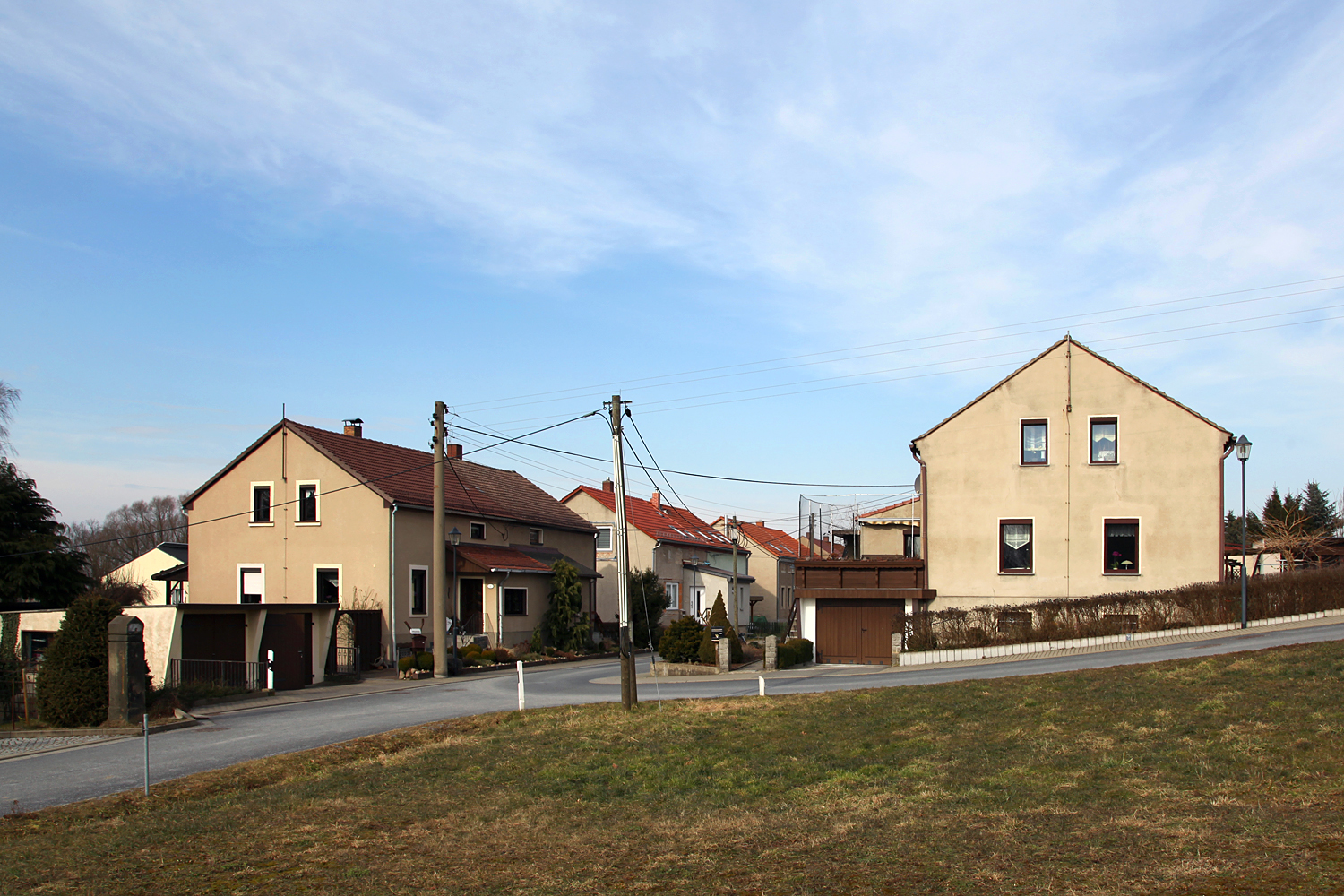
Obere Glashüttensiedlung

Die Glashüttensiedlung ist eine Ortslage in der sächsischen Gemeinde Arnsdorf. Die Siedlung wurde ab 1901 erbaut, um Wohnraum für die Arbeiter des Tafelglashüttenwerks Arnsdorf, das von 1902 bis 1927 produzierte, und deren Familien zu schaffen.

## Tafelglashüttenwerk Arnsdorf
Nach der Eröffnung des Arnsdorfer Bahnhofs im Jahr 1875 begannen sich verschiedene Industriezweige im Ort zu etablieren. Die Glasmacherfamilie Hirsch, die im benachbarten Radeberg mehrere Glashütten betrieb, stellte im Jahr 1900 den Antrag zur Errichtung einer Glasfabrik in Arnsdorf. Der Bau wurde genehmigt und 1902 eröffnete das Tafelglashüttenwerk A. Georg Hirsch Arnsdorf i. Sa., an der Straße nach Radeberg und direkt neben der Bahnstrecke nach Kamenz gelegen. Die Fabrik bekam einen eigenen Gleisanschluss zum An- und Abtransport von Rohstoffen und fertigen Erzeugnissen. Im Arnsdorfer Werk wurden zunächst einer, ab 1903 zwei und ab 1907 drei Hafenöfen betrieben. Weitere Fabrikgebäude wie Lagerhäuser, Generatorenanlagen und ein Kesselhaus wurden erbaut. Dazu kamen Bauten für die sozialen Bedürfnisse der Arbeiter wie Umkleide- oder Aufenthaltsräume.

Werksansicht 1910

Im Dezember 1902 begann die Produktion von Tafelglas in Arnsdorf. Das Unternehmen wurde Mitglied im Verein Sächsische Tafelglas GmbH sowie im Verein Deutscher Tafelglashütten. Über 100 Arbeiter wurden in der Glashütte beschäftigt. Nach dem Tod von A. Georg Hirsch übernahmen seine Nachkommen die Fabrik. Nach dem Ersten Weltkrieg ging die Entwicklung in der Glasindustrie dahin, Tafelglas maschinell zu fertigen. Diese Modernisierungen und die wirtschaftlichen Auswirkungen des Krieges brachten viele manuell arbeitende Glashütten wie die Arnsdorfer in finanzielle Schwierigkeiten. Der Arnsdorfer Zweig der Unternehmerfamilie Hirsch meldete 1927 Konkurs an und schloss das Werk. Zwischen 1937 und 1951 wurden sämtliche Fabrikgebäude abgerissen. Das Anschlussgleis wurde ebenfalls zurückgebaut, nur die Wohnhäuser der Arbeiter blieben erhalten.

## Glashüttensiedlung
Die Glasfabrik machte den Neubau von Wohnraum für die Arbeiter und ihre Familien erforderlich. Um bereits auf die manuelle Produktion von Tafelglas spezialisierte Arbeiter aus anderen Fabriken zur Arbeit in Arnsdorf zu bewegen, wurden direkt neben dem Werk mehrere für die damalige Zeit als komfortabel geltende Zwei- und Mehrfamilienhäuser errichtet. Die Glashüttensiedlung ist in einen oberen und einen unteren Teil getrennt, dementsprechend wurden auch die hindurchführenden Straßen Glashüttenstraße, Obere Glashüttensiedlung (vorher Obere Glashütte) und Untere Glashüttensiedlung (vorher Untere Glashütte) genannt.

### Obere Glashüttensiedlung

Obere Glashüttensiedlung und Tafelglashüttenwerk Arnsdorf um 1911; auf dem Hügel links der Straße steht das Restaurant Glasfabrik

Der Bau der ersten acht Zweifamilienhäuser für die Arbeiter der Glashütte wurde 1901 gestellt. Diese wurden zwischen der Glashütte und der Straße nach Radeberg errichtet. Die ersten Häuser der Oberen Glashüttensiedlung waren 1902 zur Eröffnung des Werks bezugsfertig. Nach den ersten acht wurden zwei weitere Häuser in der Siedlung erbaut, diese in Form von Reihenhäusern für jeweils drei Familien. Nachdem die Glashütte 1927 in Konkurs gegangen war, kamen die Gebäude der Wohnsiedlung zunächst in Besitz der Gemeinde bzw. der Eisenbahngesellschaft, später wurden sie an Privateigentümer verkauft. Beim endgültigen Abriss der Werksgebäude 1950/51 wurde wiedergewonnenes Baumaterial genutzt, um an der Stelle eines ehemaligen Funktionsgebäudes der Glashütte ein weiteres Wohnhaus für mehrere Familien zu errichten.

### Restaurant Glasfabrik
Der Gastwirt Gustav Krüger beantragte 1906 den Bau einer Gastwirtschaft mit angeschlossenem Ladengeschäft. Die Genehmigung wurde erteilt, und 1908 wurde das Gebäude an der Straße nach Radeberg, gegenüber der Oberen Glashüttensiedlung, fertiggestellt und eröffnet. Neben dem Restaurant Glasfabrik betrieb Krüger einen  Kolonialwarenladen. Nach dem Konkurs der Glasfabrik wurden Restaurant und Laden noch mehrere Jahrzehnte weiterbetrieben, bevor das Gebäude zu einem reinen Mehrfamilienwohnhaus umgebaut wurde.

### Untere Glashüttensiedlung
Unterhalb der Glashütte ließ die Familie Hirsch zwischen 1903 und 1907 vier weitere Doppelhäuser errichten, die Untere Glashüttensiedlung genannt wurden. Ein ehemaliges Gärtnerwohngebäude, im Volksmund als „Jagdschlösschen“ bezeichnet, wurde ebenfalls zum Wohnhaus für die Glashüttenwerker umgebaut und in die Siedlung integriert. Nach der Werksauflösung kamen die Gebäude der Unteren Glashüttensiedlung in den Besitz der Erben der Unternehmerfamilie Hirsch, die sie während des Zweiten Weltkriegs an Privateigentümer, zumeist an die damaligen Bewohner, verkauften.